# The Singles (álbum de The Who)
The Singles es un álbum recopilatorio del grupo británico The Who, publicado por la compañía discográfica Polydor Records en noviembre de 1984 exclusivamente en el Reino Unido. La portada incluye una fotografía del grupo tomada durante un ensayo para el programa Ready Steady Go! en 1965.

## Lista de canciones
Todas las canciones escritas y compuestas por Pete Townshend excepto donde se anota. 
| N.º | Título                   | Escritor(es)                  | Duración |  |
| 1.  | «Substitute»             |                               | 3:45     |  |
| 2.  | «I'm a Boy»              |                               | 2:37     |  |
| 3.  | «Happy Jack»             |                               | 2:14     |  |
| 4.  | «Pictures of Lily»       |                               | 2:43     |  |
| 5.  | «I Can See for Miles»    |                               | 4:05     |  |
| 6.  | «Magic Bus»              |                               | 3:20     |  |
| 7.  | «Pinball Wizard»         |                               | 3:00     |  |
| 8.  | «My Generation»          |                               | 3:18     |  |
| 9.  | «Summertime Blues»       | Jerry Capehart, Eddie Cochran | 3:22     |  |
| 10. | «Won't Get Fooled Again» |                               | 3:38     |  |
| 11. | «Let's See Action»       |                               | 3:57     |  |
| 12. | «Join Together»          |                               | 4:22     |  |
| 13. | «5.15»                   |                               | 4:48     |  |
| 14. | «Squeeze Box»            |                               | 2:40     |  |
| 15. | «Who Are You»            |                               | 5:00     |  |
| 16. | «You Better You Bet»     |                               | 5:37     |  |